# カフラマンマラシュ事件
カフラマンマラシュ事件（カフラマンマラシュじけん、トルコ語: Maraş Katliamı）は、1978年12月19日から同年12月24日にかけて、トルコ共和国のカフラマンマラシュで発生した、イスラム教の宗教的少数派であるアレヴィー派信徒や左翼活動者を標的とした虐殺事件。

## 背景
事件の発生した1970年代のトルコは、第一次石油危機の影響を受け、経済的に困窮している状態にあった。特に輸入代替産業は苦しい状態に追い込まれ、ドイツなどで出稼ぎしている労働者からの海外送金や諸外国からの借り入れでこの状況を切り抜けようとした。しかしトルコ国内での農業・工業の生産需要が上がらず、対外債務が膨らみ、インフレーションを加速させる結果になった。このような経済状況は、低賃金労働者や若者の失業を拡大させ、労働運動や学生運動を促進・過激化させる要因になった。

## 灰色の狼
事件発生前後には、トルコの極右政党である民族主義者行動党が警察組織に影響力をもたらし始めていた。トルコ各地で発生していた労働運動・学生運動や左翼活動を鎮静化させるために、民族主義者行動党は青年組織として「灰色の狼（トルコ語: Bozkurt）」を結成した。警察や軍部の黙認を受け、左翼団体や左派的思想の知識人を相手に脅迫やテロを行っていた「灰色の狼」は、活動の矛先をアレヴィー派に向けた。

## 事件
イスラム教アレヴィー派はトルコ国内での宗教的少数派であるため、宗教の権威に政治方針を左右されない世俗主義や現状を打破する革新派を支持する傾向にある。従って極右政党の下部組織の攻撃対象となり、実際に攻撃された。
1978年12月19日から12月24日にかけて、111人が殺害され、1000人が負傷し、552棟の家屋と289棟の職場が破壊され、8台の自動車が焼却された。

### その後
事件発生後は、イスタンブール県、アンカラ県、カフラマンマラシュ県、アダナ県、エラズー県、ビンギョル県、エルズルム県、エルズィンジャン県、ガズィアンテプ県、カルス県、マラティヤ県、スィヴァス県、シャンルウルファ県の13県に戒厳令が布告された。
カフラマンマラシュ事件やトルコ南東部におけるクルディスタン労働者党によるテロ行為、国民救済党の公然な世俗主義否定などを背景に、9月12日クーデターが発生した。